# Cycloctenus fugax
Espèce
Cycloctenus fugax est une espèce d'araignées aranéomorphes de la famille des Cycloctenidae.

## Distribution
Cette espèce est endémique de Nouvelle-Zélande.

## Description
La femelle holotype mesure 13 mm.

## Publication originale
- Goyen, 1890 : Descriptions of new species of New Zealand Araneae, with notes on their habits. Transactions and Proceedings of the New Zealand Institute, vol. 22, p. 267-273 (texte intégral).